# Гута (Репкинский район)
Гу́та (укр. Гу́та) — село Репкинского района Черниговской области Украины. Население 27 человек.
Код КОАТУУ: 7424485608. Почтовый индекс: 15046. Телефонный код: +380 4641.

## Власть
Орган местного самоуправления — Неданчичский сельский совет. Почтовый адрес: 15046, Черниговская обл., Репкинский р-н, с. Неданчичи, ул. Титова, 69, тел. 4-85-42, факс 4-85-42.

## Инфраструктура
В селе расположен ранчо-ресторан "Старая подкова".

## Галерея

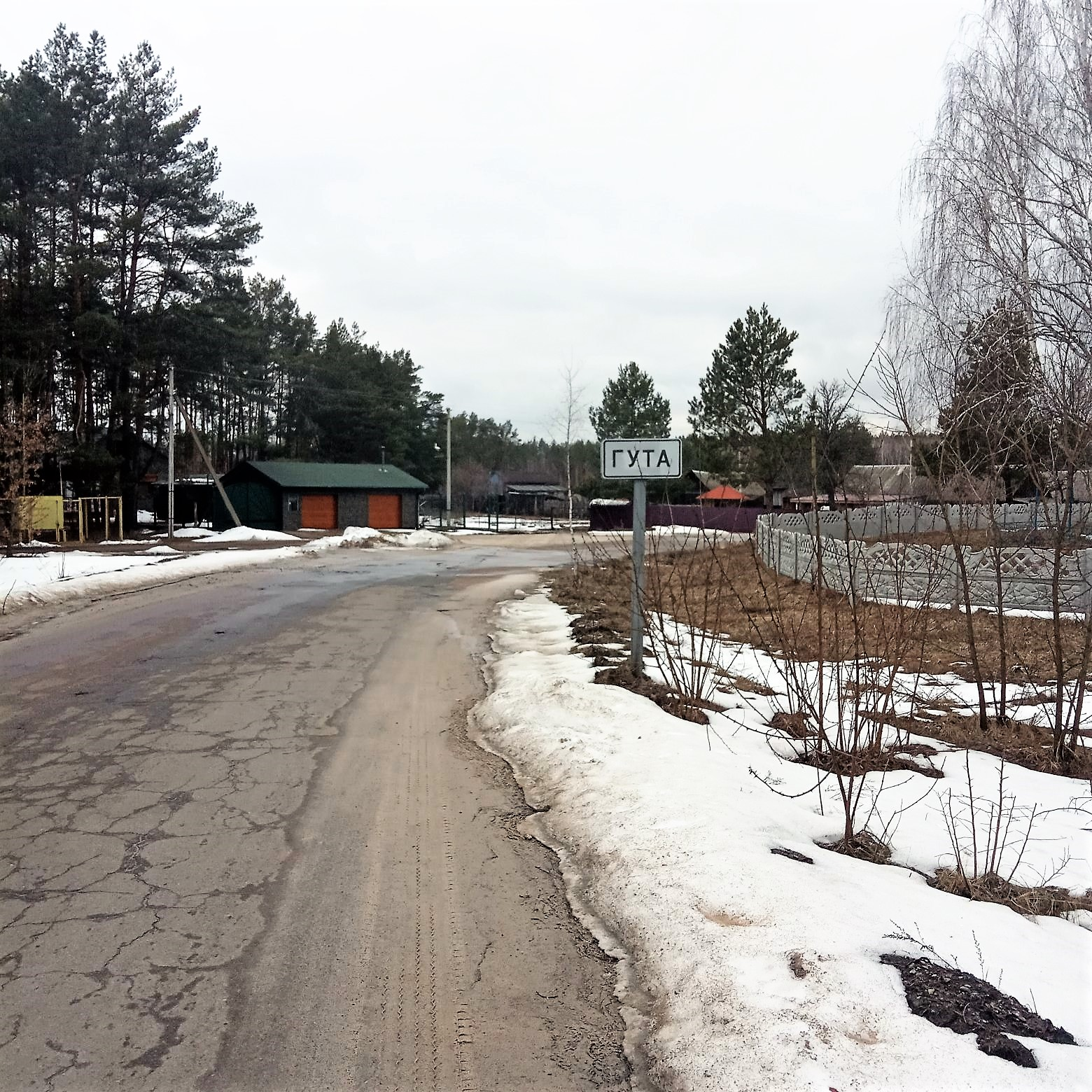
Въезд в село со стороны Славутича
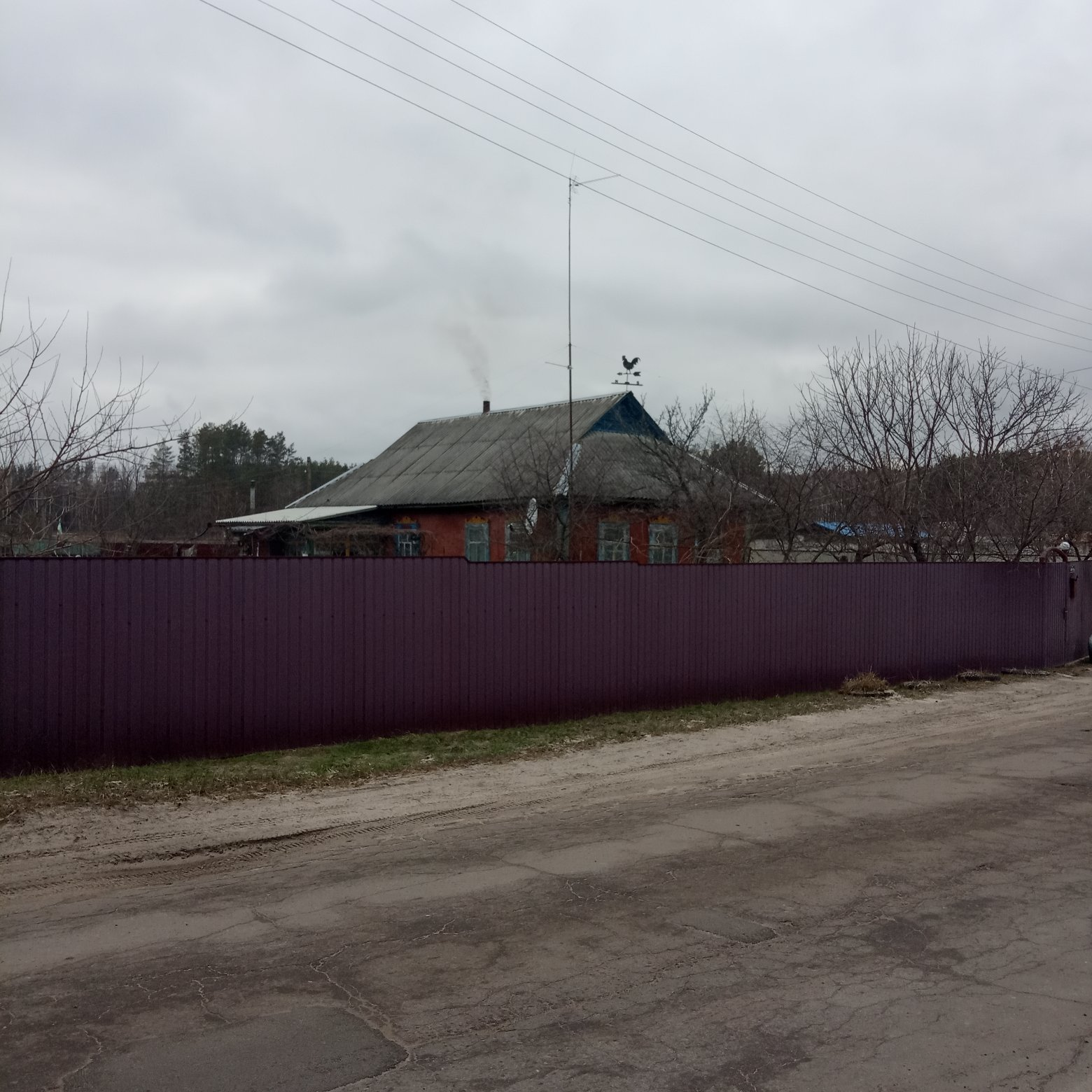
Шевченка 9
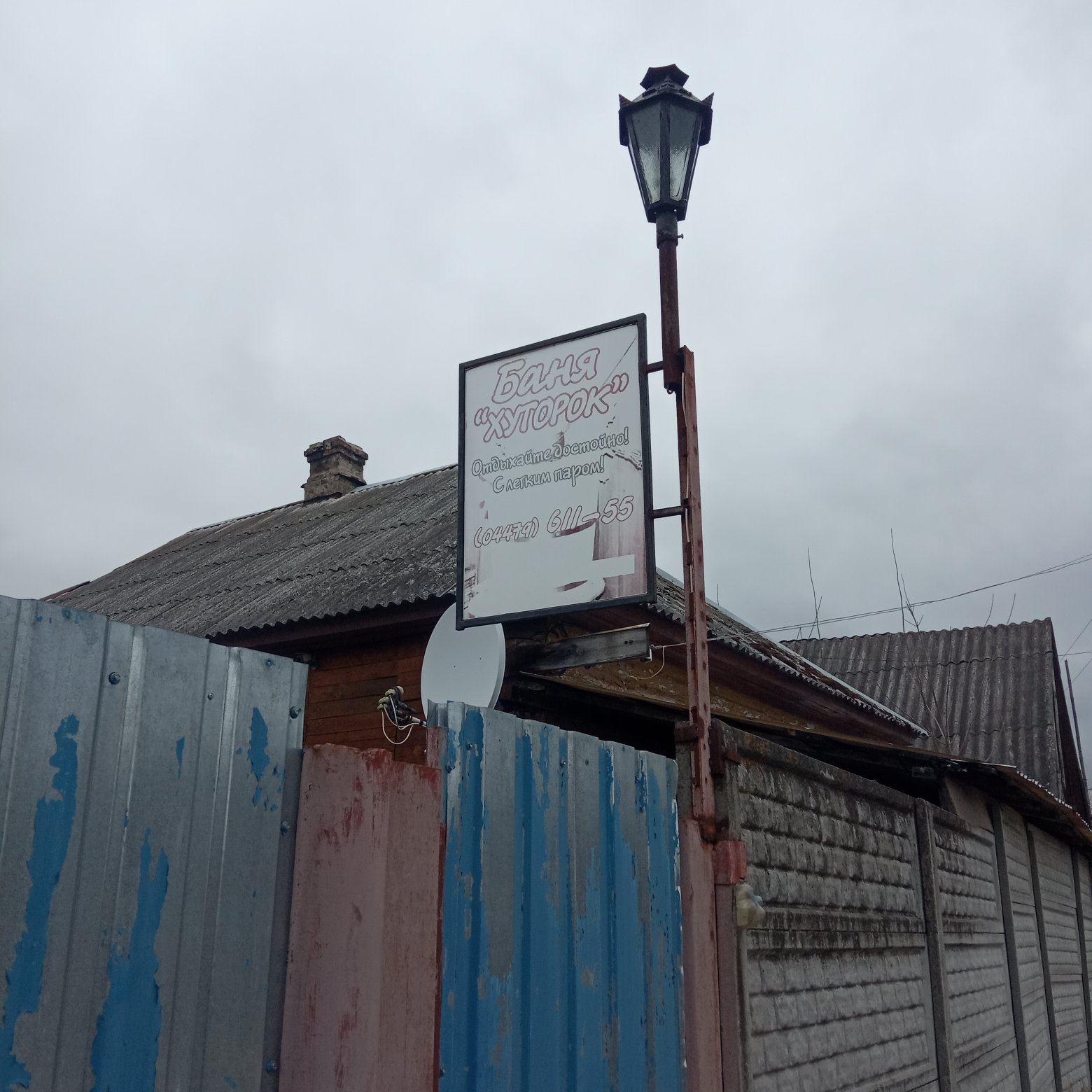
Баня "Хуторок"
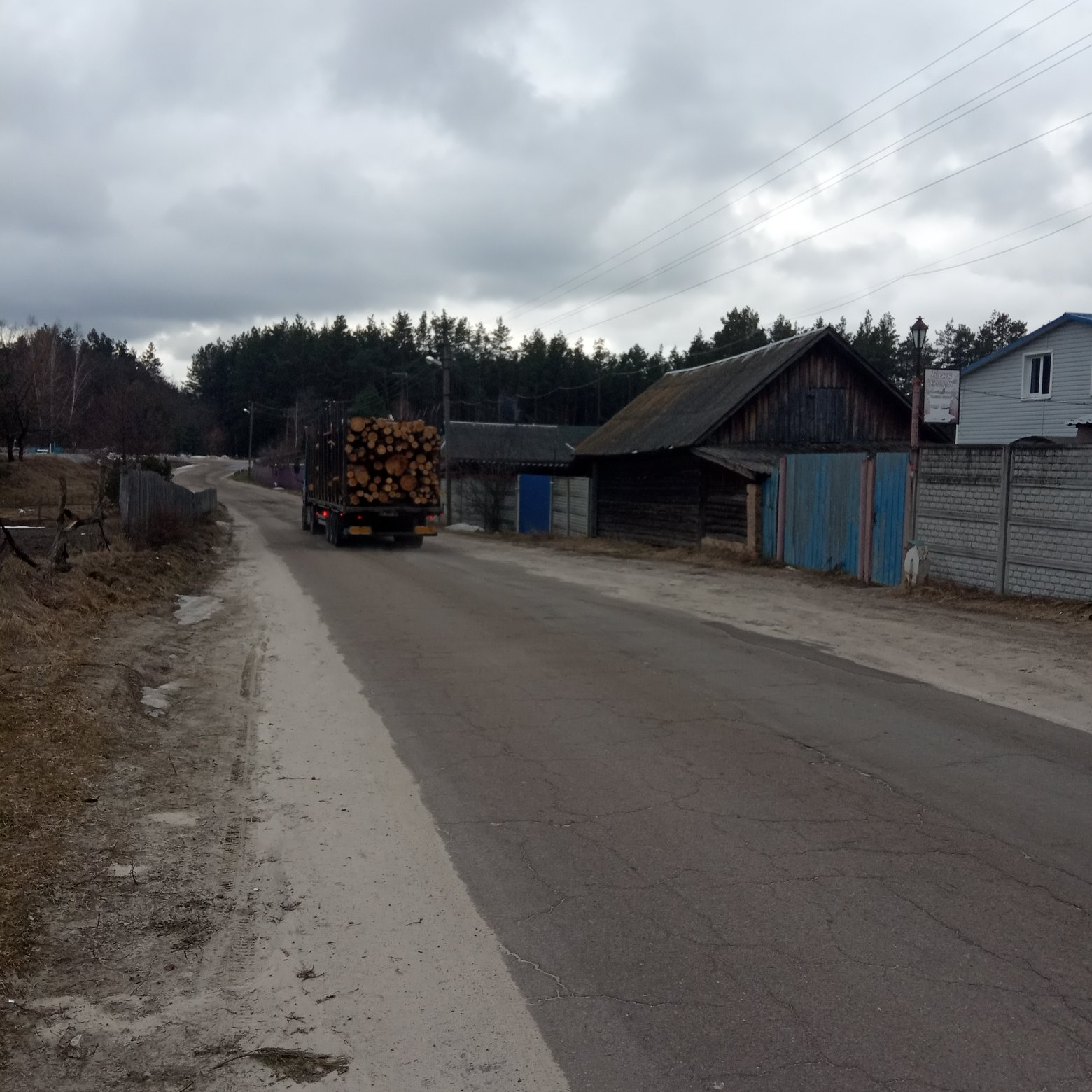
Лесовоз
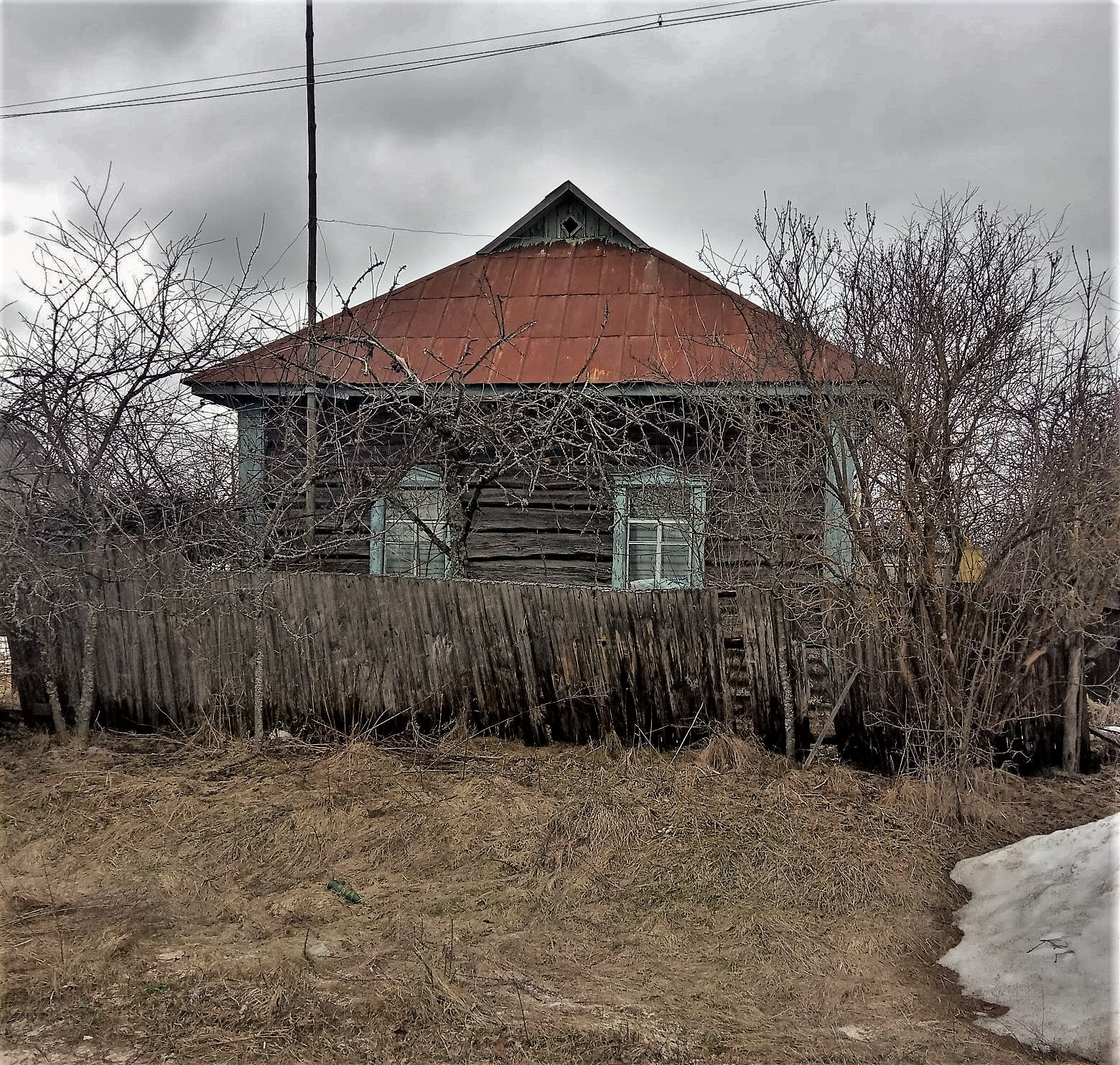
Одна из деревянных хат села
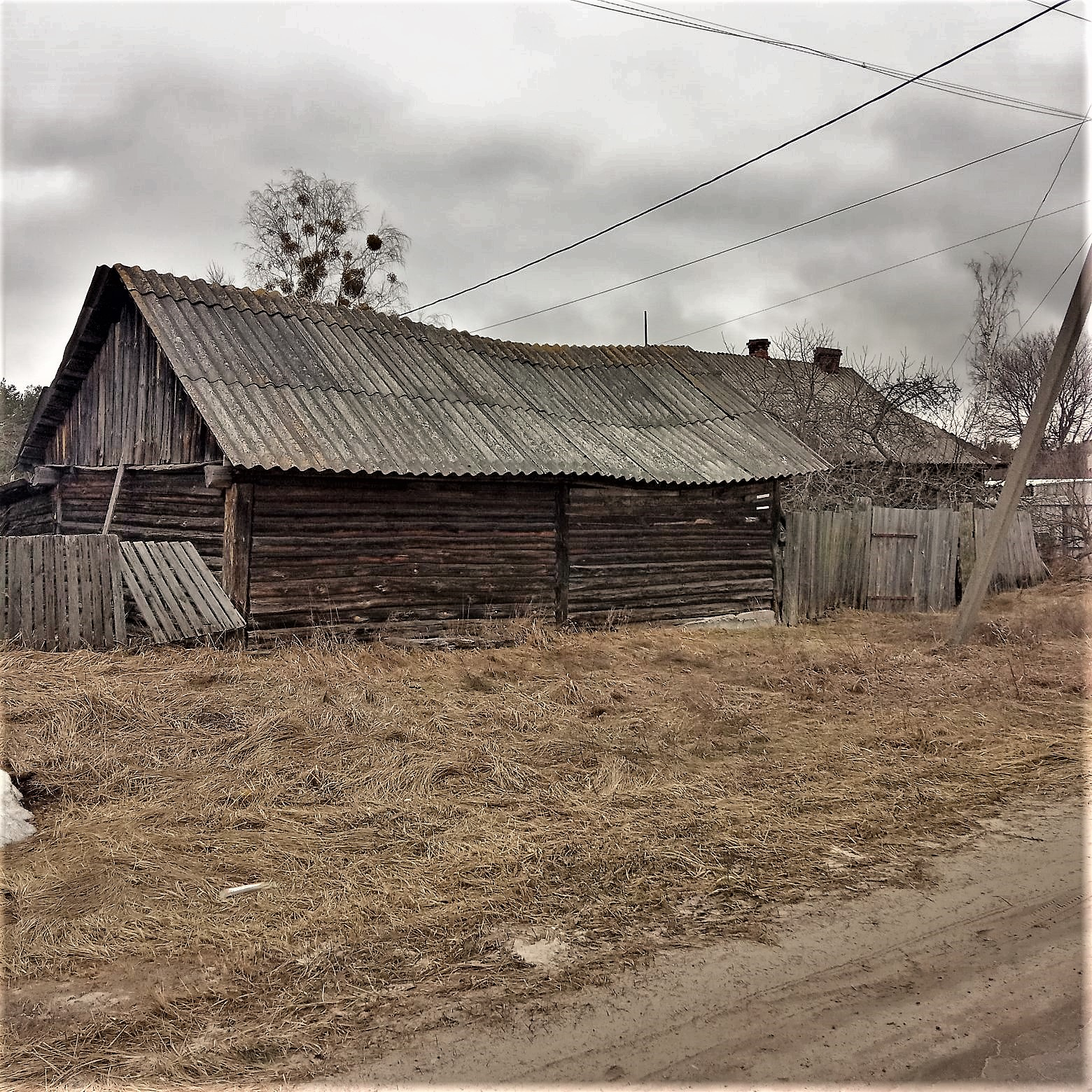
Деревянный сарай
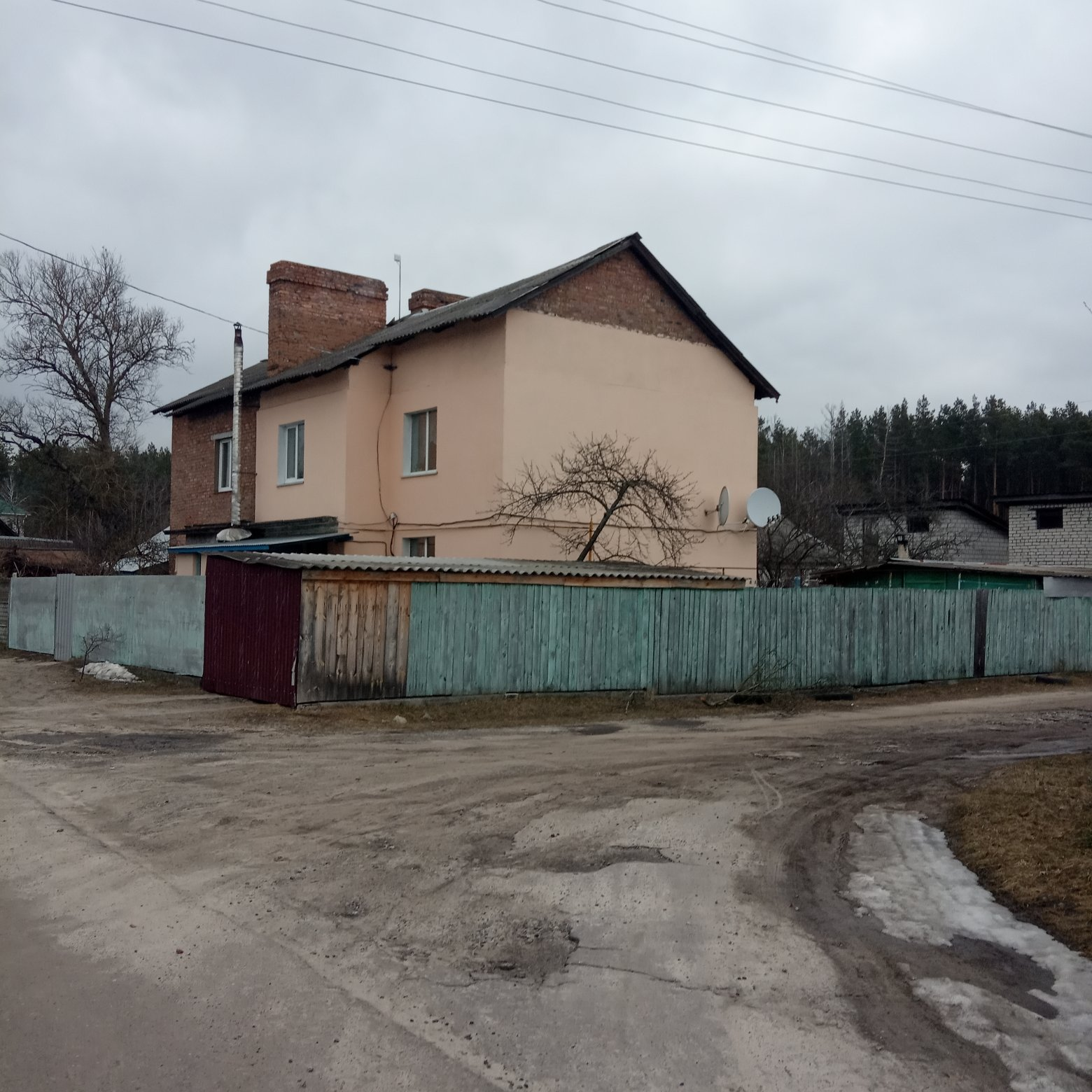
Двухэтажный дом в центре села
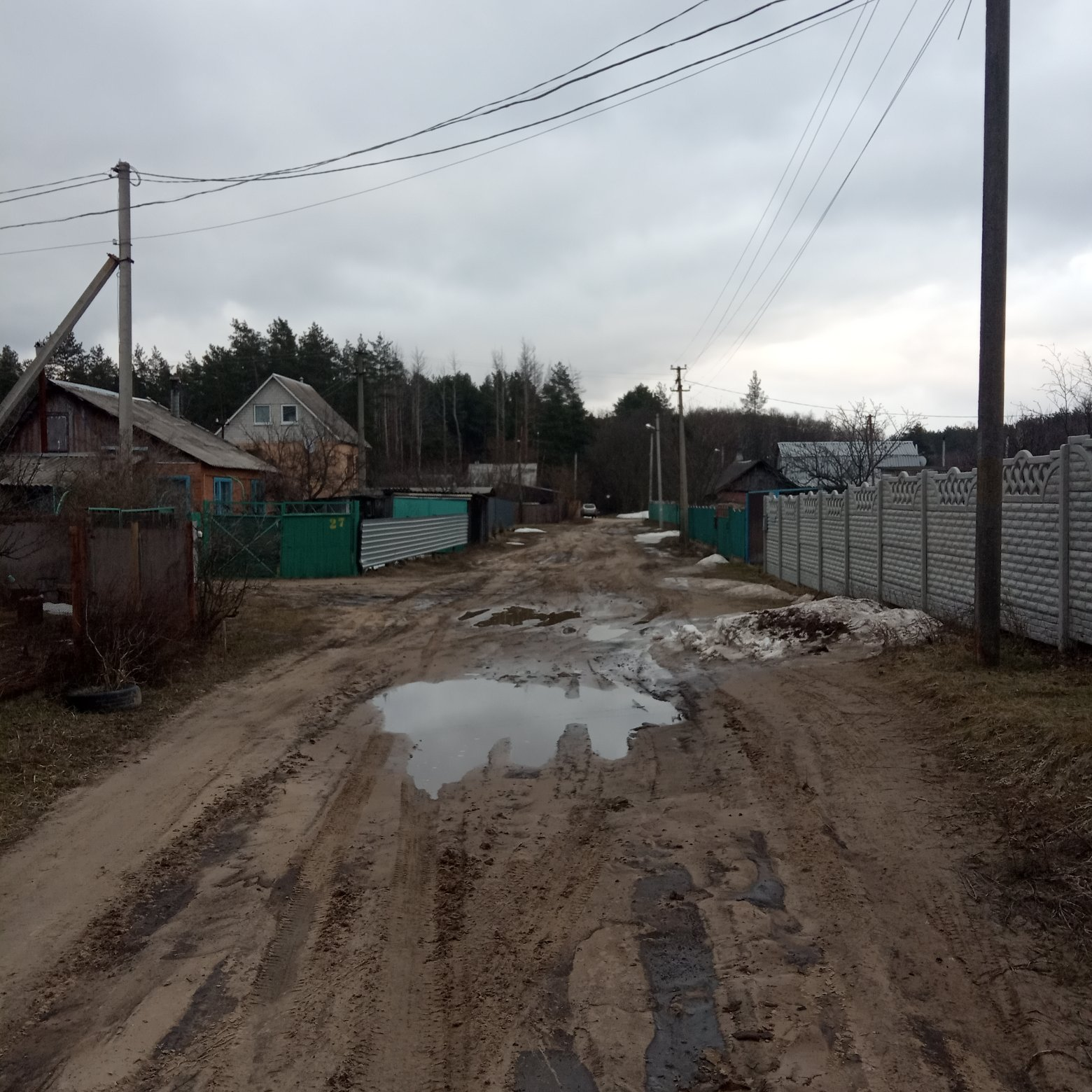
Грунтовая дорога с лужами
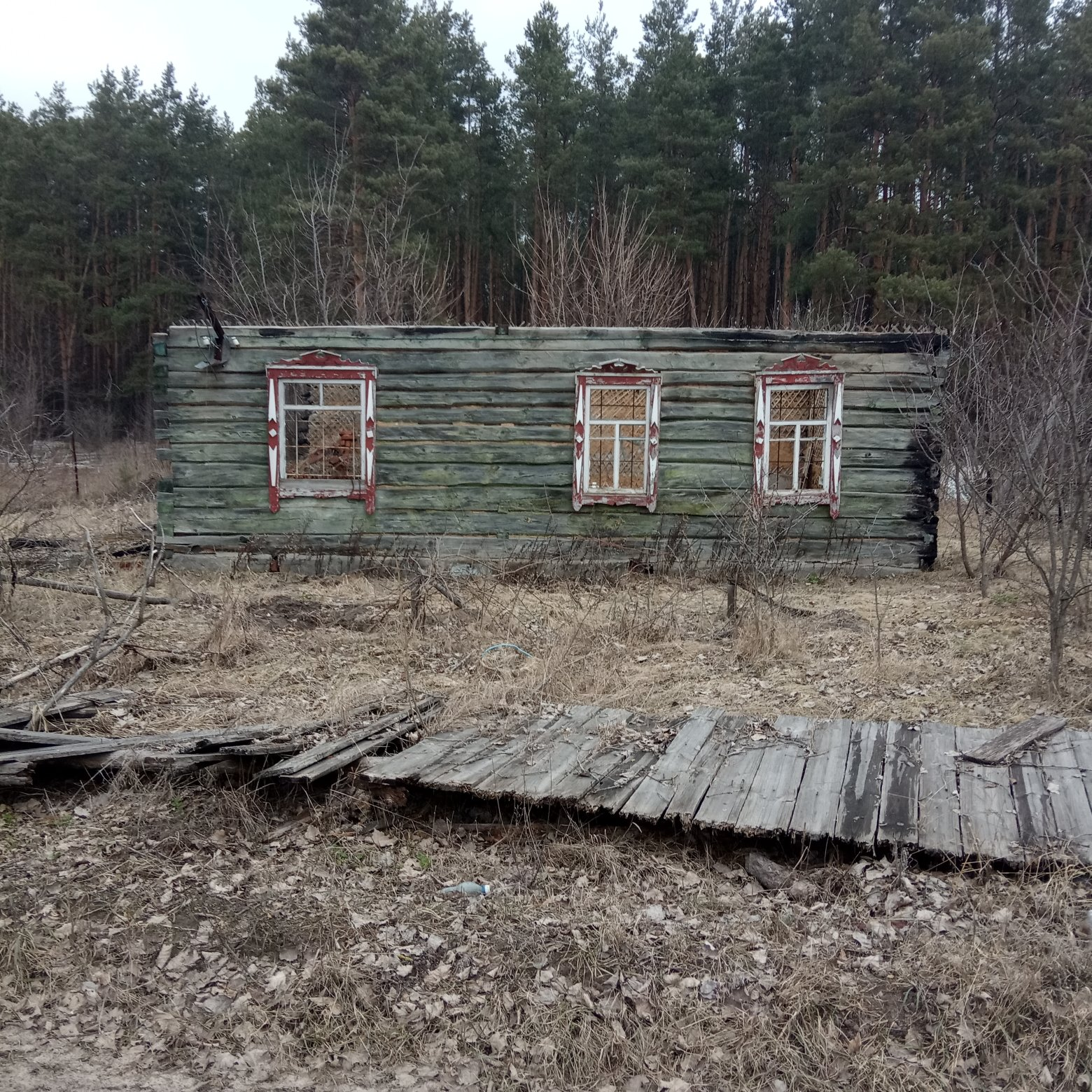
Брошенная хата
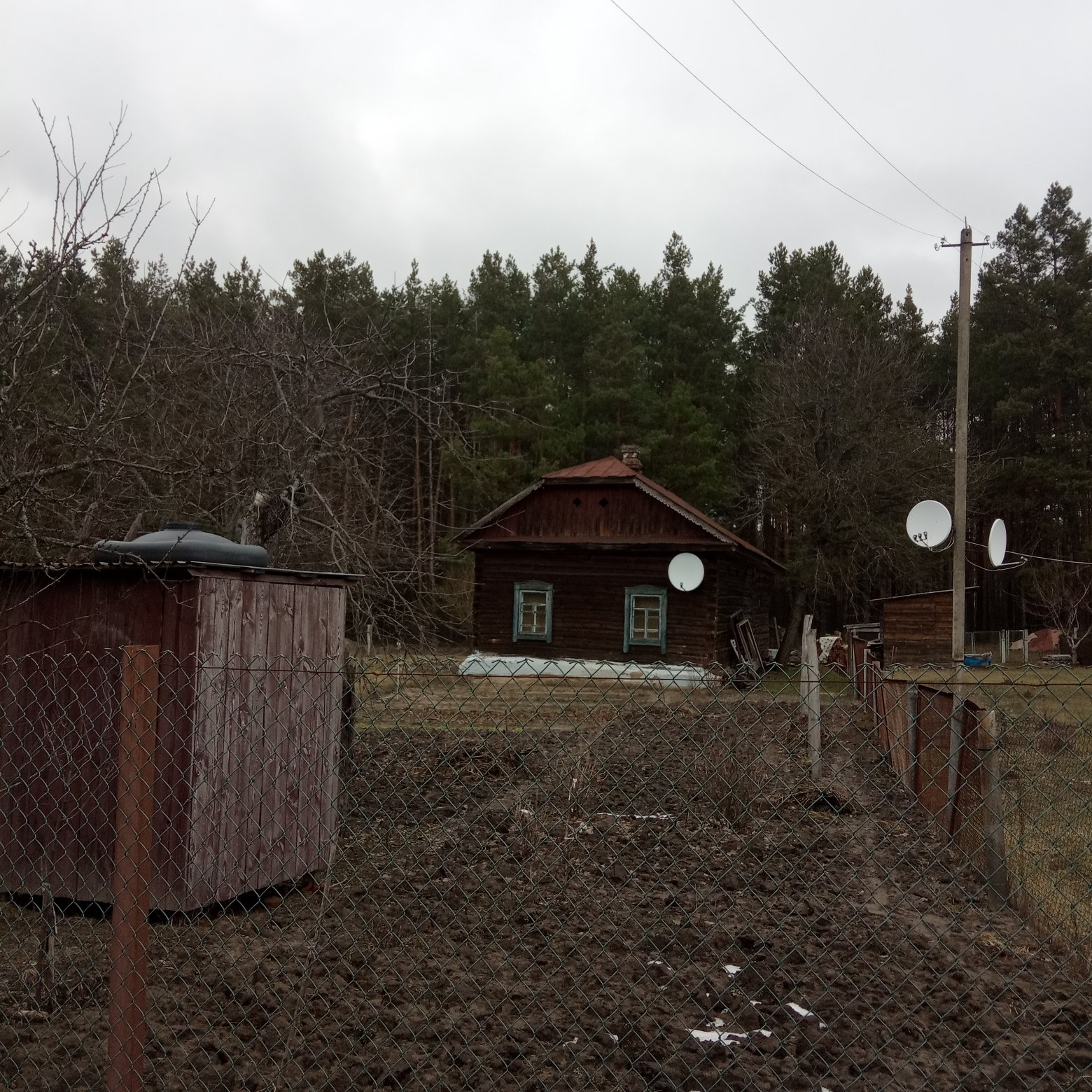
Деревянная хата с тарелкой спутникового телевидения
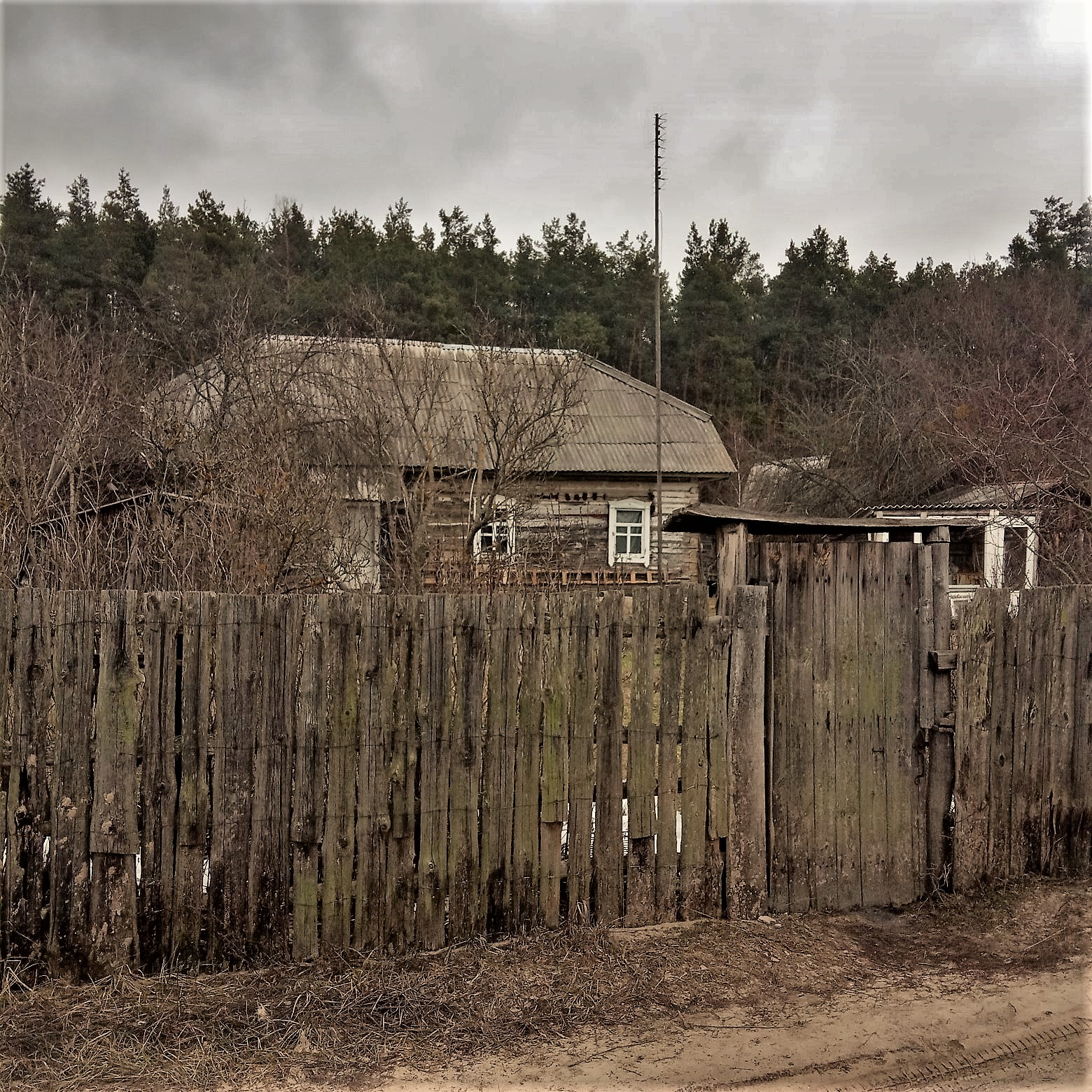
Деревянная хата с деревянным забором и калиткой, все из дерева
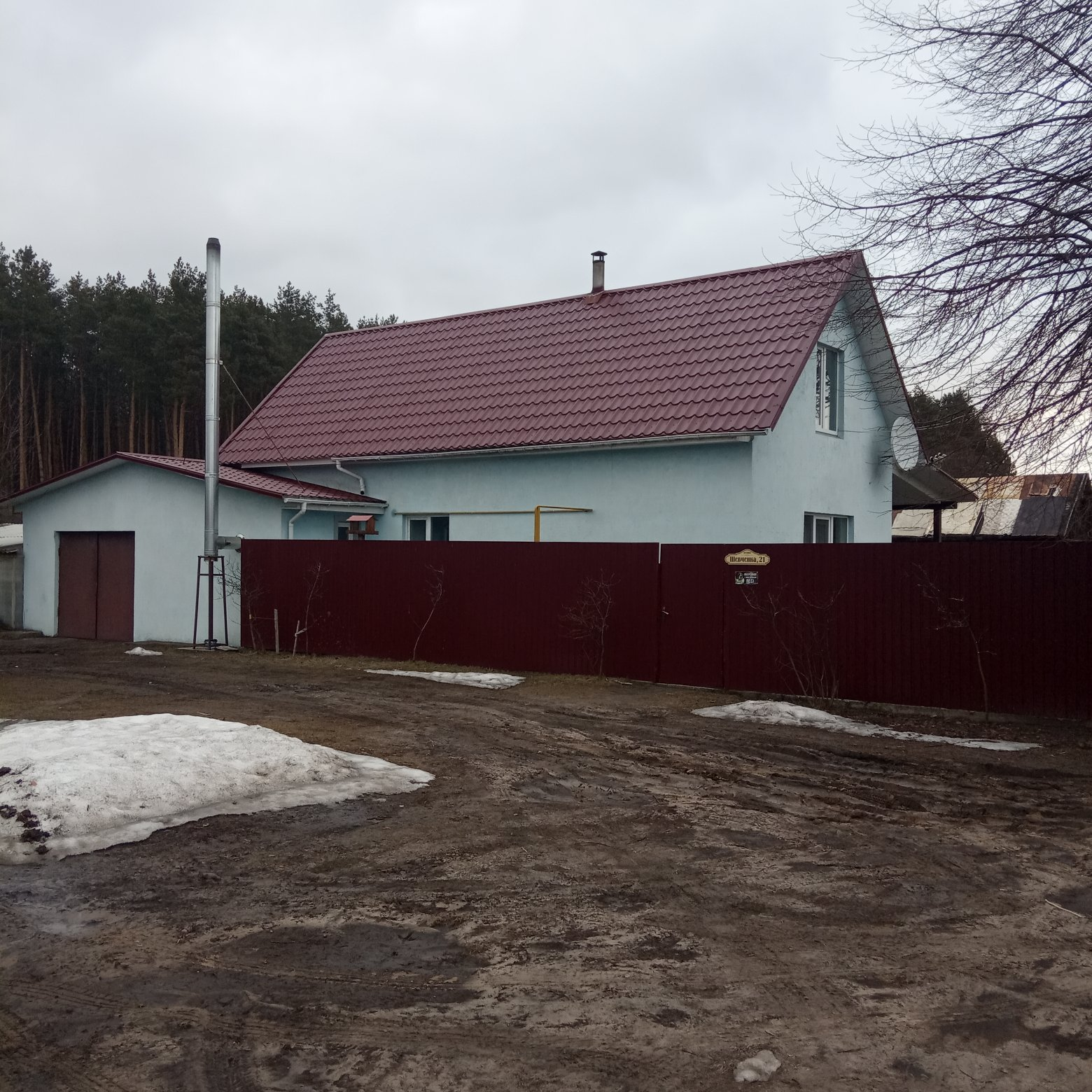
Новая хата
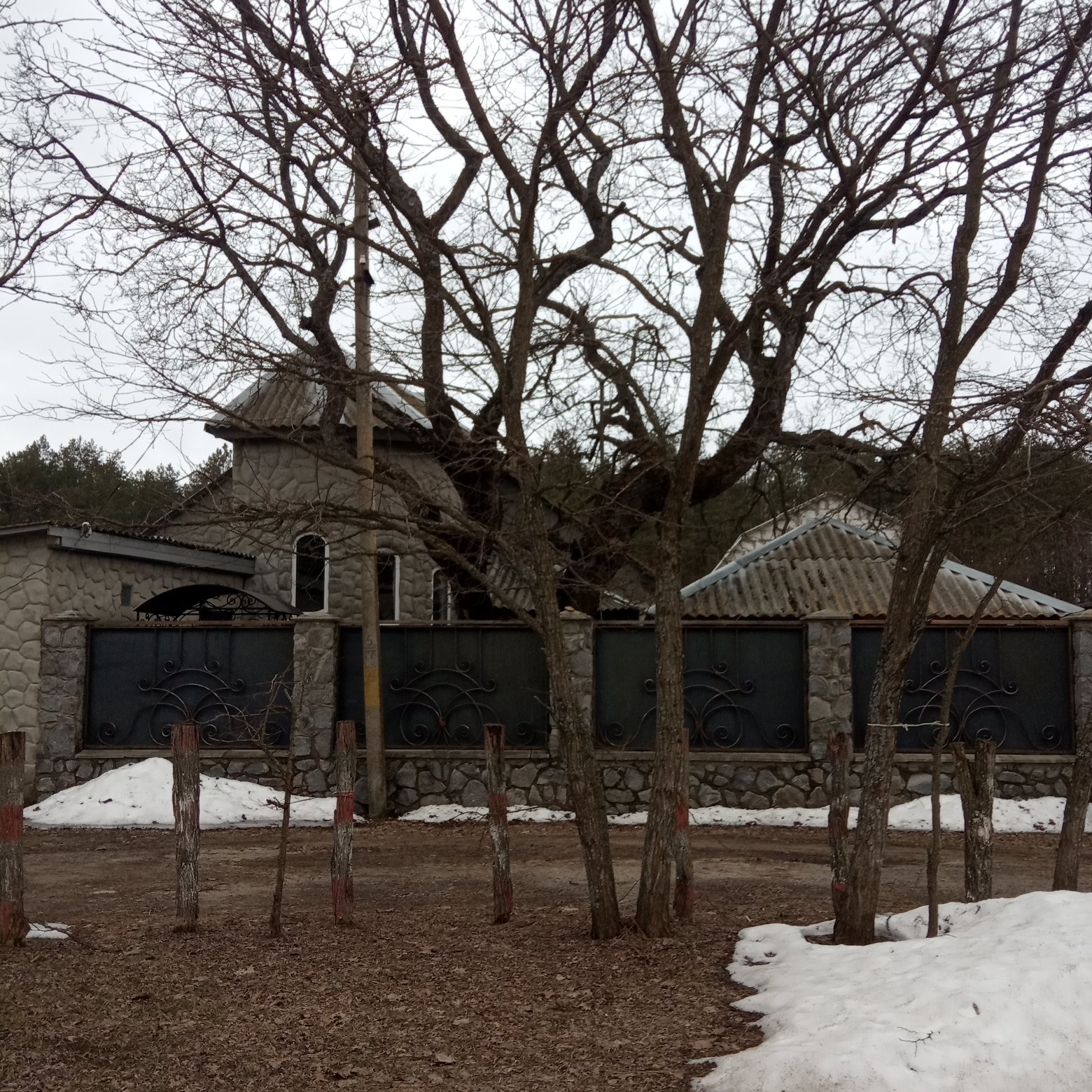
Ранчо-ресторан "Старая Подкова"
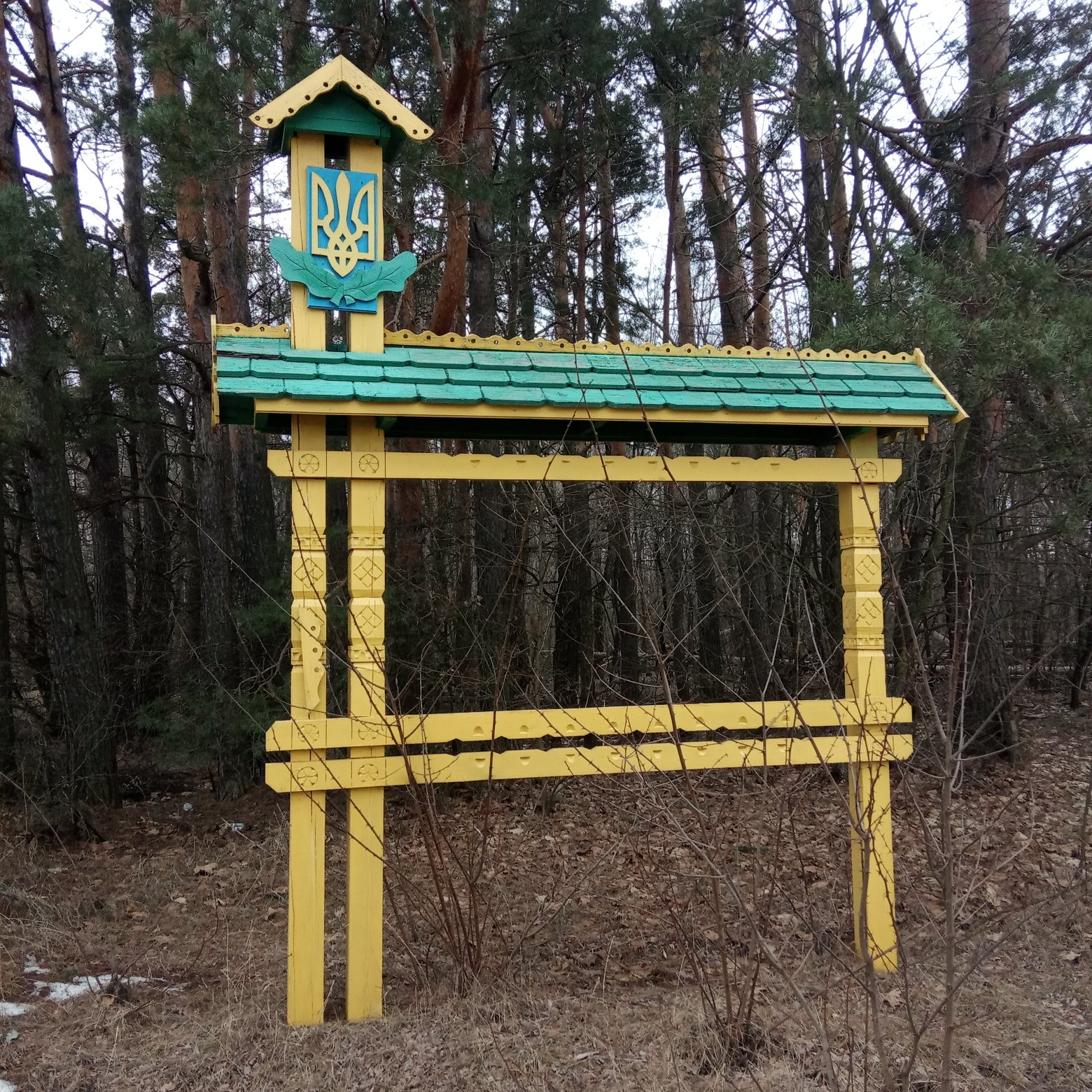
Лесничество
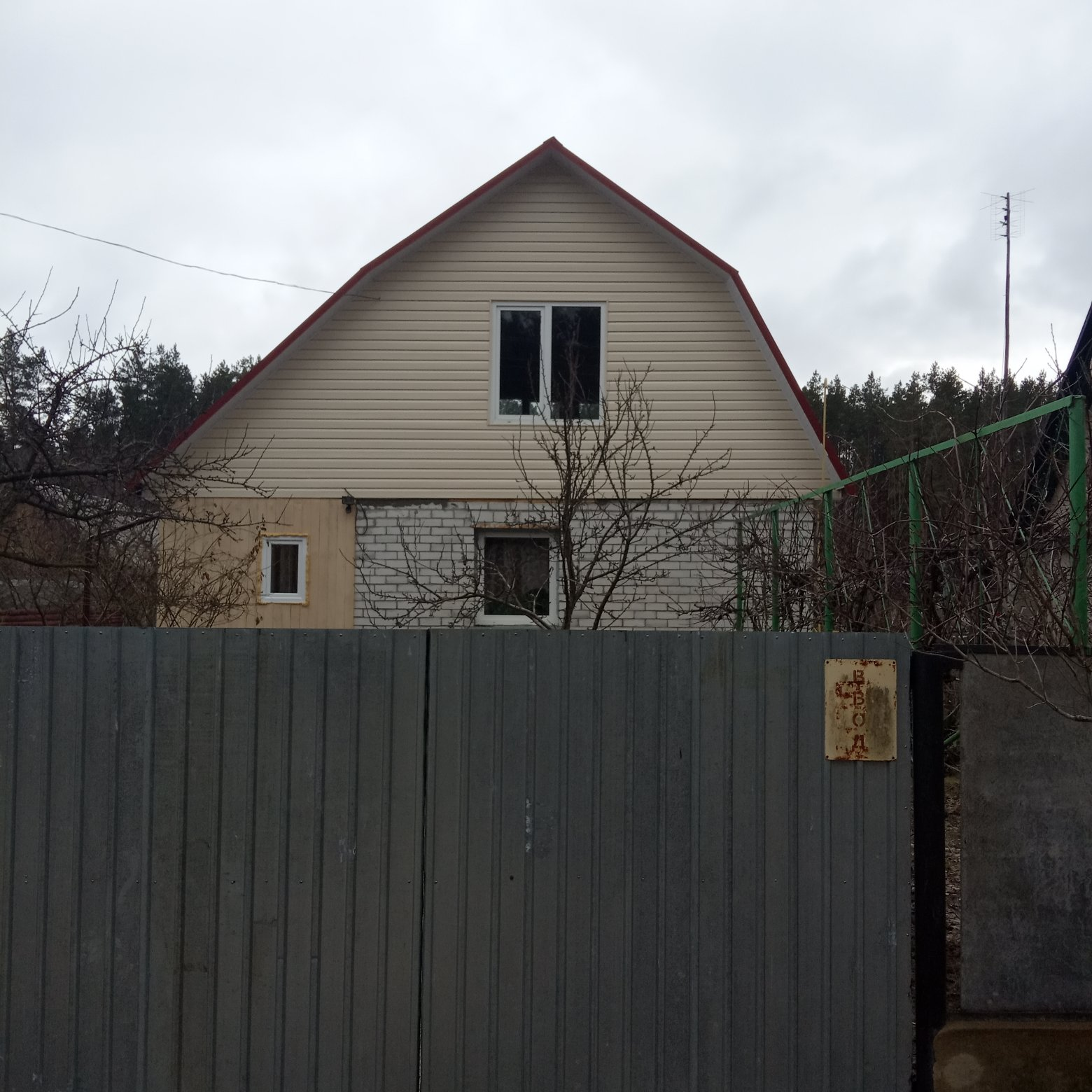
Дача
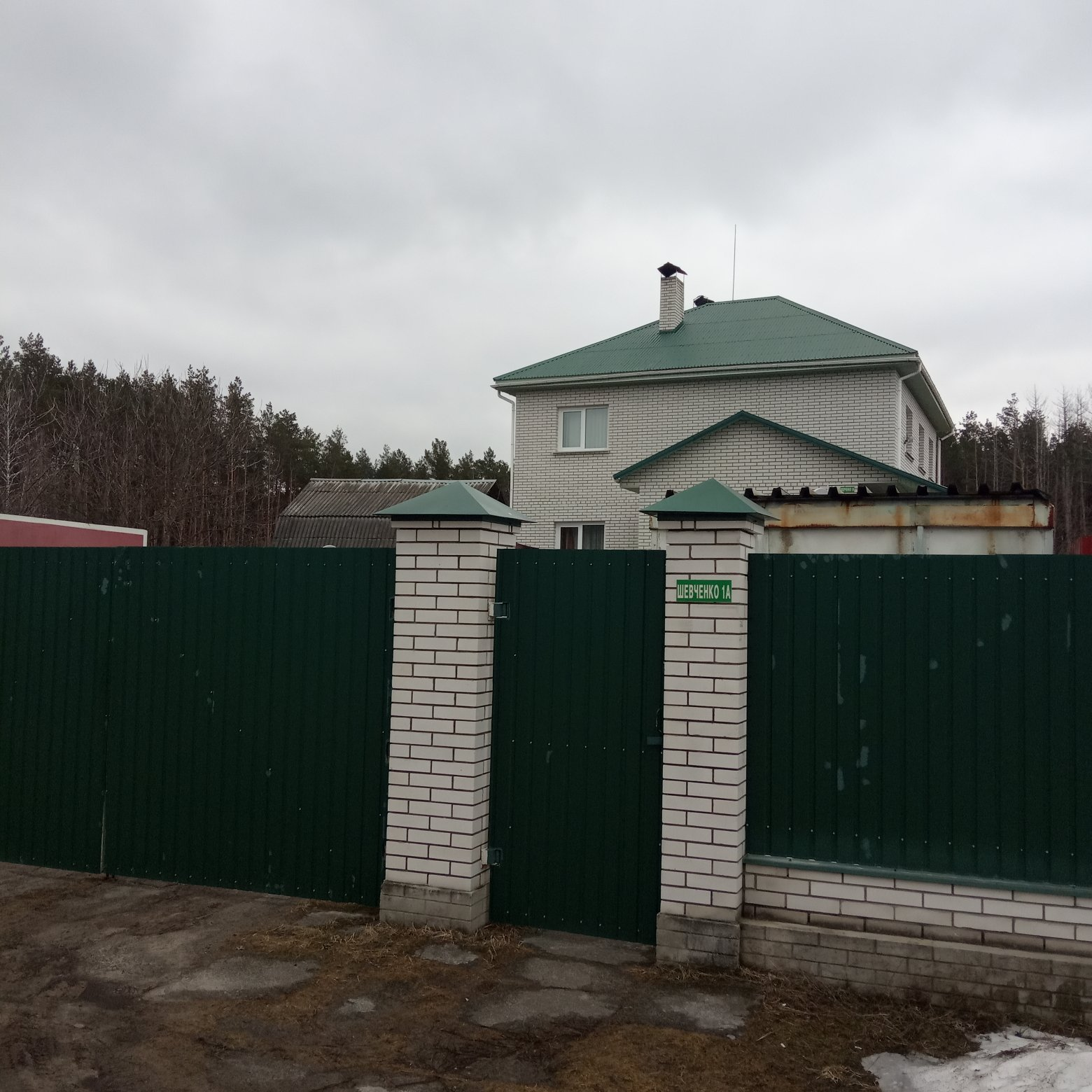
Новый дом